# Chat dans l'islam

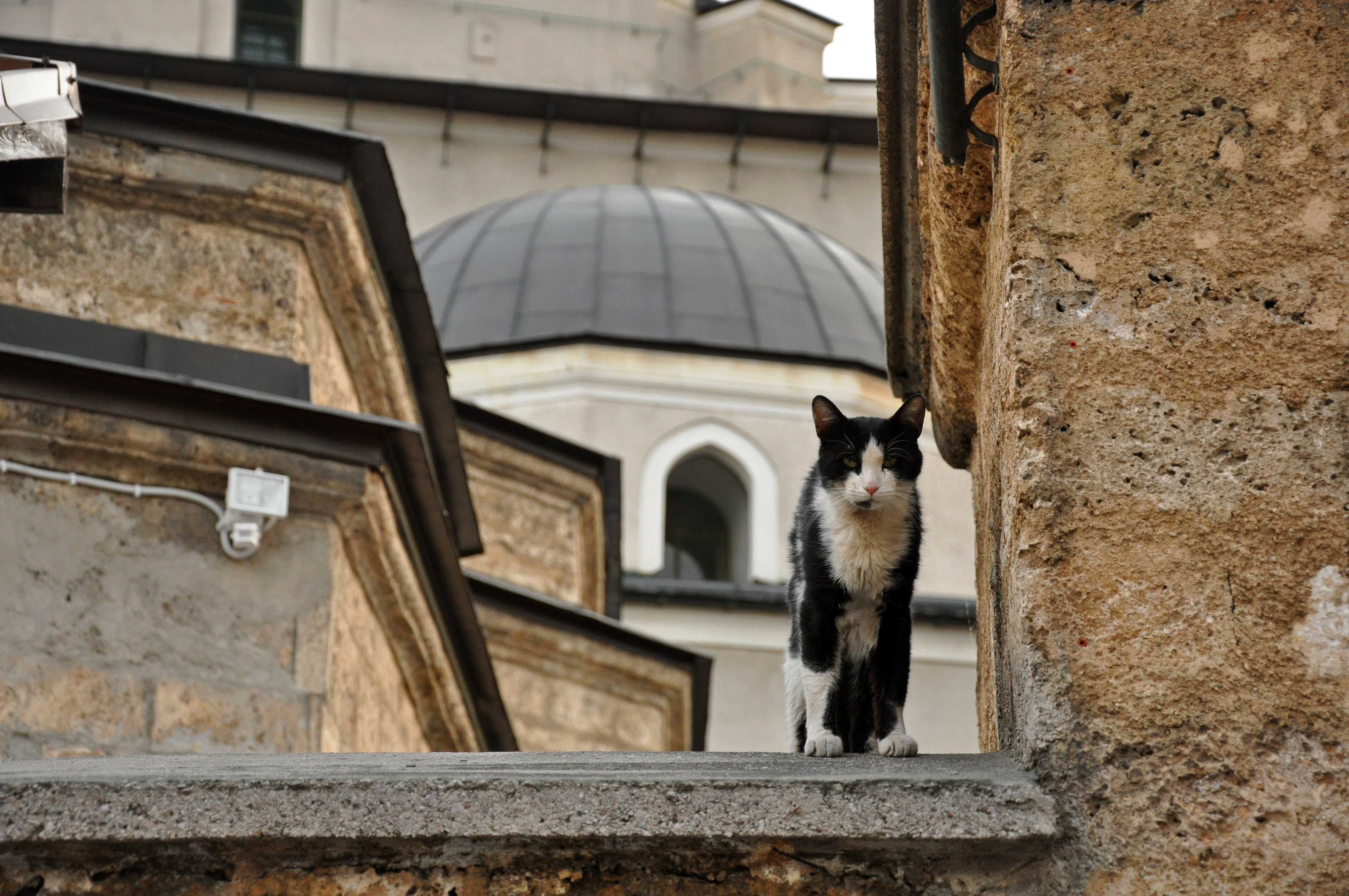
Chat sauvage dans la cour de la mosquée Gazi Husrev-Beg à Sarajevo (Bosnie-Herzégovine).

Le chat domestique est un animal apprécié  dans l'islam. Cohabitant parfaitement avec les humains. Apprécié pour sa propreté, son affection et bien d’autres choses. Il est considéré comme une créature qui mérite le même respect que les autres créatures par les musulmans.

## Origines de l’appréciation
Les chats sont appréciés  au Proche-Orient depuis l'Antiquité, une valeur  adoptée par l'Islam au vu de la logique de respect envers les animaux, bien que sous une forme très modifiée. Selon de nombreux hadiths, Mahomet interdit la persécution et le meurtre des chats. 

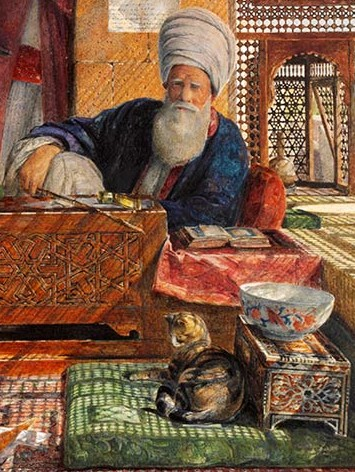
Chat au repos sur un oreiller à côté d'un imam au Caire, par John Frederick Lewis

L'un des compagnons de Mahomet s'appelait Abu Huraira (littéralement : « Père du chaton ») en raison de son attachement aux chats. Abu Hurairah a affirmé qu'il avait entendu Mahomet déclarer qu'une femme était allée en Enfer pour avoir affamé une femelle chaton et ne pas lui avoir fourni d'eau. Selon la légende, le chat d'Abou Huraïrah a sauvé Mahomet d'un serpent. Dans sa gratitude, Mahomet a caressé le dos et le front du chat, bénissant ainsi tous les chats avec leur réflexe de redressement. Les bandes que certains chats ont sur le front seraient une preuve du contact avec les doigts de Mahomet.

## Histoire
Le poète américain et auteur de récits de voyages Bayard Taylor (1825-1878) a été surpris en découvrant un hôpital syrien où les chats erraient librement. L'institution, dans laquelle les chats domestiques étaient abrités et nourris, était financée par un waqf, permettant le salaire des gardiens, les soins vétérinaires et la nourriture pour chats. Edward William Lane (1801-1876), un orientaliste britannique résidant au Caire, a décrit un jardin de chats créé à l'origine par le sultan égyptien Baibars du XIIIe siècle, les contemporains européens ayant une attitude très différente à l'égard des chats, les mangeant ou les tuant pour suivre une bulle pontificale. Wilfred Thesiger, dans son livre The Marsh Arabs, note que les chats ont été autorisés à entrer dans les bâtiments communautaires des villages des marais mésopotamiens, et ont même été nourris, alors que les chiens et d'autres animaux étaient chassés. En plus de protéger les greniers et les magasins d'aliments contre les parasites, les cultures arabo-islamiques basées sur le papier valorisaient les chats, car ils s'attaquaient aux souris qui détruisaient les livres. Pour cette raison, les chats sont souvent représentés dans des peintures aux côtés d'érudits islamiques et de bibliophiles. Le zoologiste égyptien médiéval Al-Damiri (1344-1405) a écrit que le premier chat avait été créé lorsque Dieu a fait éternuer un lion, après que des animaux de l'arche de Noé se soient plaints des souris.
Les Wolofs musulmans estiment que le chat est lui aussi musulman, car il jeûne et suit la prière.

## Hygiène et stérilisation

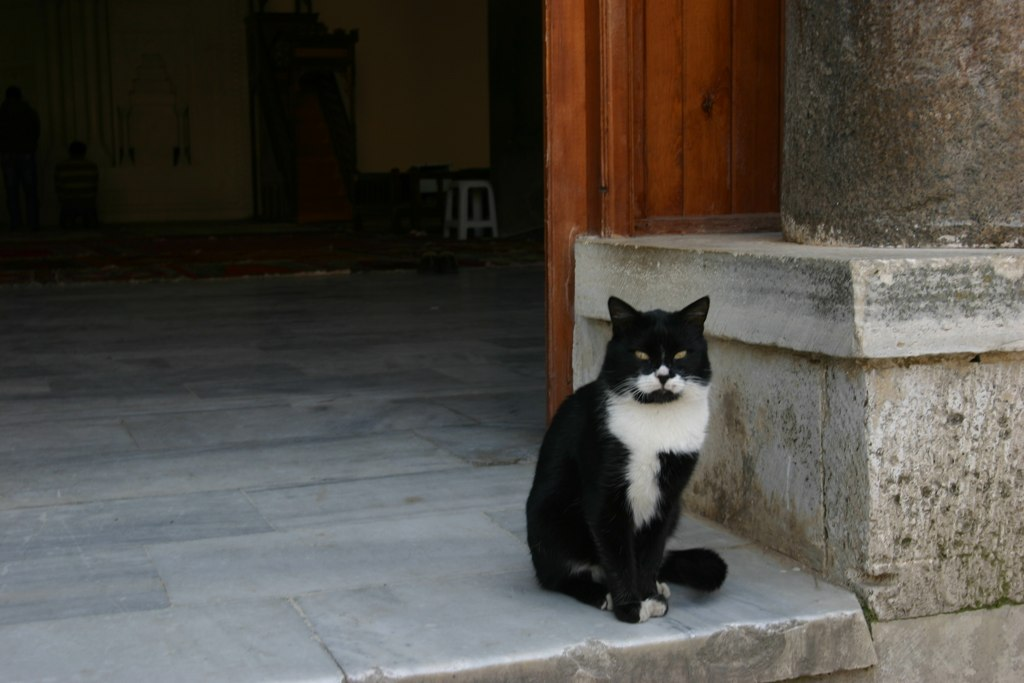
Un chat sur le seuil d'une mosquée à Sirince, en Turquie

Dans la tradition islamique, les chats sont admirés pour leur propreté. Contrairement aux chiens, ils sont censés être rituellement propres et sont donc autorisés à entrer dans les maisons, et même dans les mosquées, y compris dans Masjid al-Haram. La nourriture touchée par les chats est considérée comme halal, et l'eau qu'ils ont consommée est permise pour le wodzū. En outre, il existe une croyance répandue parmi les musulmans selon laquelle les chats recherchent des personnes qui prient. 
Les érudits musulmans sont divisés sur la question de la stérilisation des animaux. La plupart, cependant, soutiennent que la stérilisation des chats est autorisée « s'il est avantageux de les stériliser et si cela ne provoque pas leur mort ». Muhammad ibn al Uthaymeen, un imam sunnite saoudien du XXe siècle, a prêché : 

« S'il y a trop de chats et qu'ils sont gênants, et si l'opération ne leur fait pas de mal, il n'y a rien de mal à cela, car c'est mieux que de les tuer après leur création. Mais si les chats sont des chats ordinaires et ne causent pas de nuisance, il vaut peut-être mieux les laisser se reproduire »

— Muhammad ibn al Uthaymeen
Des entreprises spécialisée dans les aliments pour animaux de compagnie, produisent ce qu'ils prétendent être un aliment entièrement halal pour chats. Elles justifient le développement du produit en affirmant que, bien qu’il n’existe dans l’islam aucune loi interdisant aux animaux de manger des aliments haram, il est interdit aux Musulmans de manipuler ou de nourrir des animaux, tels que le porc et les charognes.

## Muezza

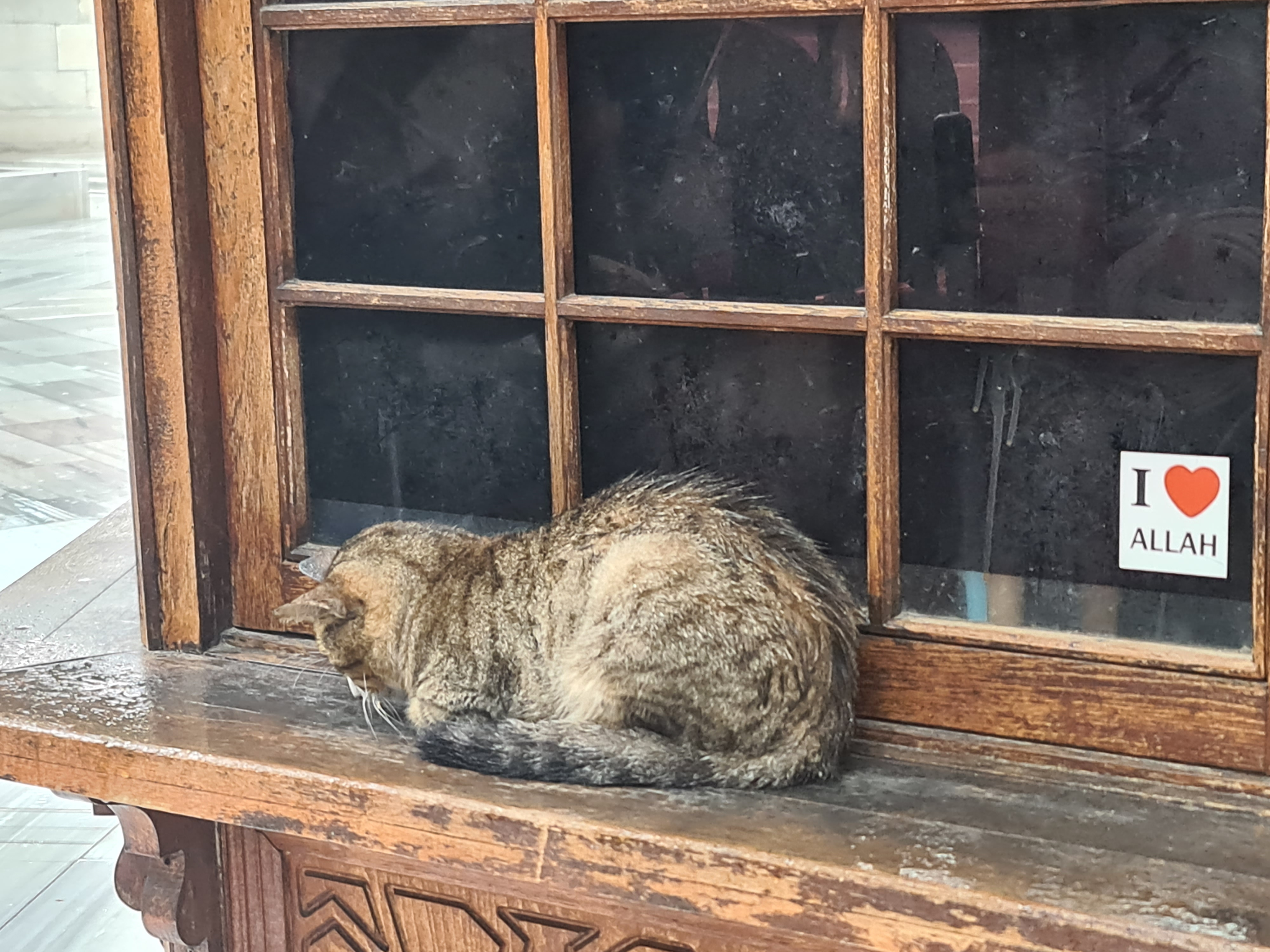
Chat dans la cour d'une mosquée à Istanbul.

Selon la tradition islamique, Muezza (ou Mu'izza en arabe : معزة) était le chat préféré de Mahomet,. Mahomet s'est réveillé un jour au son de l'adhan. Se préparant à assister à la prière, il commença à s'habiller. Cependant, il découvrit bientôt sa chatte Muezza endormie sur la manche de sa robe de prière. Plutôt que de la réveiller, il a utilisé une paire de ciseaux pour couper la manche, laissant la chatte tranquille. Une histoire similaire veut que, à son retour de la mosquée, Mahomet ait reçu un salut de Muezza. Il a ensuite souri et a doucement caressé son chat bien-aimé trois fois,.